# 日本直販
日本直販株式会社（にほんちょくはん）は、東京都港区に本社を置く通信販売を手がける企業。公益社団法人日本通信販売協会会員
なお、本項目では、1977年に「日本直販」ブランドで通信販売事業を開始した株式会社総通（そうつう、英: Sotsu Corp.、大阪府大阪市中央区）、ならびに2013年1月25日付で同社の事業を継承し、2015年6月30日までこれを運営していた日本直販株式会社（にほんちょくはん、旧社名「トランスコスモスダイレクト」）、同社を合併したトランスコスモスの日本直販事業についても述べる。

## 概要
「日本直販」を称する通信販売は、1977年に株式会社総通が開始、平日午後のテレビの情報番組を中心にテレビショッピングのCMを放送。ラジオの生放送番組、新聞・雑誌の広告、公式サイト上でも通信販売事業を展開し、日本文化センターと共に日本国内に「通信販売」の形態を広めることに寄与した。
その後、総通は2012年11月16日から、民事再生法の適用によって経営の再建を図り、2013年1月25日付けでトランスコスモスが設立した通信販売会社「トランスコスモスダイレクト」に事業譲渡し、同社が「日本直販株式会社」に改称して事業を継続。総通は2017年7月13日に法人格が消滅した。
トランスコスモスは2015年に日本直販を合併し、以降はトランスコスモスの一部門となっていたが、2022年にギグワークスが同部門を譲受して、新たに「日本直販株式会社」を設立して事業再生を実施、2025年に通信販売コンサルタントのイメンス傘下となった。

## 沿革

### 総通時代
株式会社総通は1961年5月にペン習字の通信教育を展開する目的で創業した。
1972年までの社名は「東洋ペン字学会」で、創業後にはペン習字以外の通信教育の講座も開講していた。同年、社名を「総合通信教育センター」に変更するとともに、ヒット曲のレコードやカセットテープを扱う通信販売事業会社として「フェーマスレコードクラブ」を創設した（後の「日本直販レコードクラブ」）。
1975年には雑誌広告による通信販売事業会社の「日本メールサービス」を設立。1977年には「日本直販」を創設すると共に、同社の名義でラジオ・テレビでの通信販売事業に進出した。通信販売事業進出当時の日本直販のライバルは日本文化センター（1975年設立）と二光（1976年通信販売業務の全国展開を開始）であり、この2社と日本直販との大手通信販売事業者の老舗3大会社が1970年代後半からバブル景気の崩壊する1990年代前半までしのぎを削っていた。
1985年に社名を「日本直販」から「総通」に改称する。「総通」は、前社名の「総合通信教育センター」（そうごうつうしんきょういくセンター）の略称でもあったため、「通」には通信教育の意味も込めている。
1992年には大阪市中央区に本社ビルを建設した。
新聞では、毎日新聞に毎日広告を掲載していた他、他の全国紙でも、月に数日のペースで広告を掲載していた。また、近年は雑誌広告による通信販売事業の名義を「日本直販」へ統一する傍ら、公式サイト上でも通信販売事業を展開していた。ただし、2012年12月までJFN系列で放送されていた『FM Radio Shopping』（FMラジオ局の広告枠を買い取る形式で放送している「日本直販」のラジオショッピング番組）では放送上「総通」の名義を使用していた。
テレビショッピングのCMでは、長年にわたって男女1名ずつのコンビで商品を紹介。「日本直販テレビ・ショップ」をCMの最初に、CMの最後に「（お電話）お待ちしています」と歌った女声のコーラスを最後に挿入していた。1970年代後半から1990年代中半は左登村信介、久保田ひろみ、川野太郎、1990年代後半以降は、コーラスを流さない一方で、やのぱん・高橋知裕（本社のある関西地方を中心に活動する松竹芸能所属のタレント）が実演を交えながら商品を紹介するバージョンを多く放送していた。また、電話番号は1990年代のフリーダイヤル化までは日本文化センターのように放送地域ごとに異なっており、本社のある大阪以外にも、東京、名古屋、福岡、札幌、仙台などのバージョンが存在した。
1980年代以降は、「日本直販」名義での通信販売から「高枝切りばさみ」「スーパーはぼき」などのヒット商品を輩出。1995年9月期には年間売上高として約525億円を計上していた。
しかし、バブル崩壊以降はそれによる消費の低迷や、Amazon.co.jpなどの日本国外資本の参入やインターネット専門の通信販売業者の出現、新興勢力のジャパネットたかたの台頭など、日本国内の通信販売事業をめぐる競争が激化。その影響などから、2011年9月期の売上高は最盛期の半分程度（約255億円）にまで落ち込んだ。また、これらの影響は他の通信販売事業者にも及び、ライバルである日本文化センターも大きく売上を落とした他、もう1つのライバルであった二光は2008年に通信販売事業から撤退し、人材派遣事業に専念することになった。
そして、2012年11月9日に大阪地方裁判所へ民事再生法の適用を申請。これを受けて、同裁判所では同月16日に民事再生手続きの開始を決定した。負債総額は約175億円。また、申請を機に、業務請負業のトランスコスモスとの間で再建支援に関する基本合意書を締結した。
総通を巡っては、民事再生法の適用開始後に、少なくとも10年前から粉飾決算を続けられてきた疑いが一部報道などで指摘されたが、「日本直販」名義の通信販売事業では、民事再生法の適用申請後も、商品の受注・発送業務を継続していた。
総通では、2013年3月中旬を目途に、再生計画案を同裁判所へ提出する方針を打ち出した。大阪市中央区内久宝寺町二丁目2番1号にあった自社ビルは、2014年3月20日に積水ハウスへ売却された。旧本社の建物は解体され、跡地には38階建てのタワーマンションが建設される。
総通自体も、事業譲渡後は本社を大阪市中央区内久宝寺町から大阪市中央区北浜3丁目へ移転し、2017年7月13日に法人格が消滅した。

### トランスコスモス傘下
2012年12月5日に、トランスコスモスが全額出資の子会社「トランスコスモスダイレクト株式会社」を設立。同月19日には、総通が「日本直販」名義の通信販売事業並びにそれに関連する商標権・資産などをトランスコスモスダイレクトへ譲渡する旨の契約を締結した。2013年1月25日に大阪地方裁判所の許可を得られたことから、トランスコスモスダイレクトが日本直販事業を正式に譲受するとともに、同日付で商号を日本直販株式会社に変更。親会社・トランスコスモスの森山雅勝上席常務取締役が、社長を兼務することになった。2014年1月には、総通時代と同じ大阪市中央区内ながら、本社を移転した。
以降、日本直販株式会社が「日本直販」ブランドによる商品の受注・発送業務を担当。総通時代からテレビ・ラジオで放送してきたショッピング番組のうち、「日本直販」ブランドの番組については、放送を続けている。
2015年7月1日をもってトランスコスモスに吸収合併され、同社の「日本直販事業」部門となった。トランスコスモスは登記上の本店は東京都にあるが、上記経緯の名残により「日本直販事業」部門の本部は従来と同じ大阪市の大阪駅前第2ビル内に置かれている。

### ギグワークス傘下以降
2022年、トランスコスモスの本業への経営資源集中に伴い、事業をギグワークスグループに譲渡、同7月1日付をもって改めて「日本直販」を分社化し、それをギグワークスの子会社・悠遊生活に事業譲渡を行った。
2025年2月、ギグワークスは日本直販の保有全株式を通信販売コンサルタントのイメンス（神奈川県横浜市）に譲渡することを決定。同年4月1日をもってイメンスの子会社となった。

## 日本直販名義の事業
- 日本直販（生活用品全般）
- 日本直販レコードクラブ（音楽・映像ソフト）
- 日本直販アートクラブ（美術・工芸品）
- 日本直販フーズ（食品）
- 総合通信教育センター（通信教育）

## 提供番組
2025年2月現在

### ラジオ
全て一社提供
- 日本直販 presents WHITE SCORPIONのトリセツ(Tokyo FM、2024年4月6日 - ）[16]
- 昭和探求バラエティ 日本直販プレゼンツ ラフ×ラフ族（ラジオ大阪、2024年4月3日 - ）[16]
- 和田秀樹・尾崎明日香 ラジオの壁（西日本放送ラジオ、2024年4月2日 - ）

以上の番組は、番組内でのCM枠の通販キャスターを、フリーアナウンサーの市野瀬瞳が実際に出演して担当している。